# Tillandsia graebeneri
Tillandsia graebeneri là một loài thuộc chi Tillandsia. Đây là loài đặc hữu của México.